# Bleeke Bet (1923)
Bleeke Bet is een Nederlandse stomme film uit 1923 onder regie van Alex Benno. De film is gebaseerd op het gelijknamige toneelstuk van Herman Bouber.

## Verhaal
Bleeke Bet is een vrouw van middelbare leeftijd die bekend is bij alle inwoners van de Jordaan. Iedereen ziet haar als een vrouw met goede bedoelingen, die zo nu en dan ook een opvliegend karakter heeft. Haar dochter heeft, geheel tot ongenoegen van Bet, een verhouding met Ko Monjé. Ze doet er alles aan deze relatie te dwarsbomen, maar wordt hierin niet gesteund door haar man Tinus. Hij is een alcoholist die vrienden is met iedereen die hem op een borrel trakteert.
Bet neemt contact op met Van Zanten, een vrek en huisjesmelker. Hij belooft dat hij haar wens van het openen van een eigen café in vervulling zal laten gaan als ze ervoor zorgt dat Jans trouwt met zijn zoon Hannes. Vlak voordat Ko naar Engeland moet, liegt Bet tegen haar dochter dat hij gesignaleerd is met twee dames aan zijn zijde. Jans verbreekt onmiddellijk de relatie en laat zich overtuigen om met Hannes te verloven. Van Zanten maakt haar wijs dat de boot waar Ko mee voer is gezonken. Op een dag keert hij echter levend terug aan wal en wordt herenigd met Jans.

## Rolbezetting
| Acteur                   | Personage      |
| ------------------------ | -------------- |
| Alida van Gijtenbeek     | Bleeke Bet     |
| Beppie de Vries          | Jans           |
| Jan van Dommelen         | Tinus          |
| Harry Boda               | Ko Monjé       |
| Gerardus van Weerdenburg | Hannes         |
| Piet Urban               | Van Zanten     |
| Herman Bouber            | Sally Matteman |
| Riek Kloppenburg         | Trui           |
| Johan Elsensohn          | Lucas          |
| Henriette Blazer         | Meid           |
| Heintje Davids           |                |
| Louis Davids             |                |

## Achtergrond
Toen regisseur Alex Benno bezig was met de voorbereidingen, beleefde zijn toen recente film Kee en Janus naar Berlijn (1923) een groot succes. Het was het tweede toneelstuk van Herman Bouber dat werd verfilmd, in 1922 werd al een filmversie van De Jantjes uitgebracht. Bleek Bet ging in het theater in 1917 in première en werd een enorm succes. Daarom was een verfilming na De Jantjes een verwachte keuze. Bij de filmkeuring werd de film geschikt bevonden voor '18 jaar en ouder', omdat er veel dronken mensen in voorkomen.
De film werd een groot succes. Alleen in Amsterdam draaide hij negen weken achter elkaar in cinema's. De liedjes uit het toneelstuk van Margie Morris werden in de bioscoop door de explicateur en het publiek live gezongen. Toen de geluidsfilm in 1934 een intrede maakte in Nederland, werd onmiddellijk besloten een nieuwe verfilming te maken, zodat de liedjes vereeuwigd konden worden. Tegenwoordig wordt er vermoed dat de film verloren is gegaan.